# Zona di immondizia del Nord Atlantico

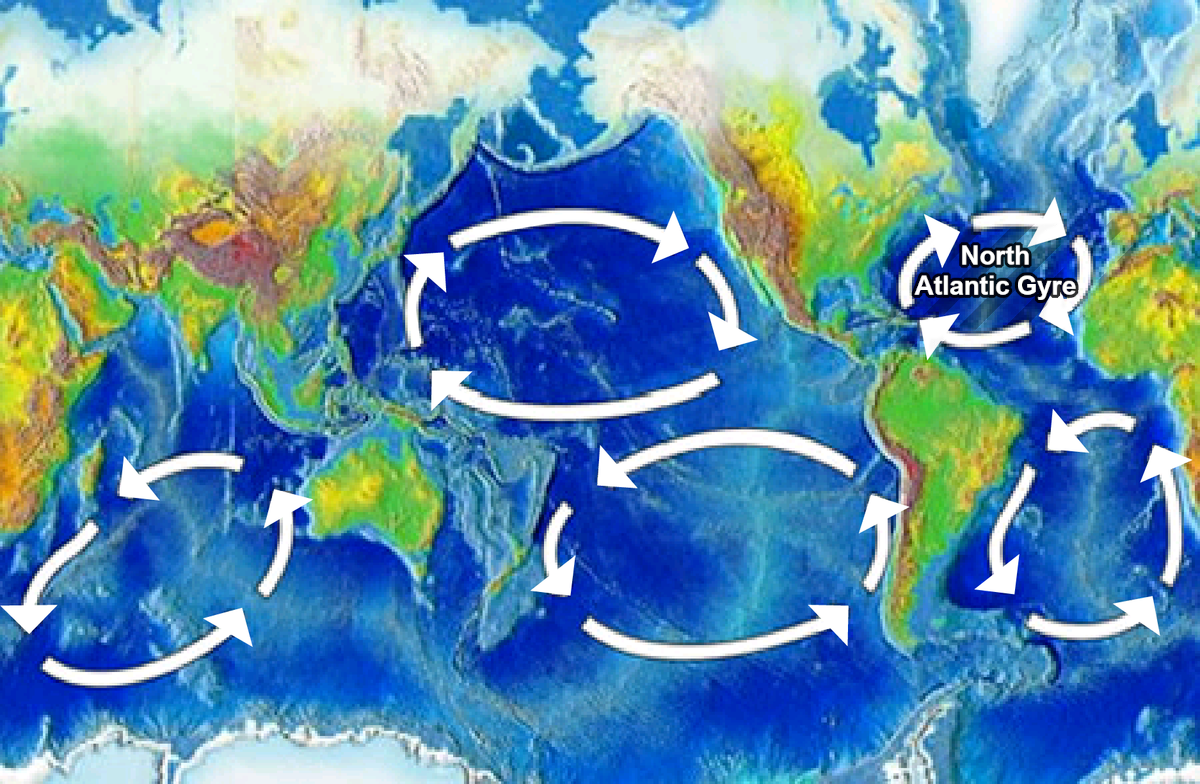
La corrente dell'Atlantico del Nord è una delle cinque principali correnti oceaniche.

La zona di immondizia del Nord Atlantico è una zona di detriti artificiali trovati galleggianti all'interno della corrente del Nord Atlantico, originariamente documentata nel 1972. Sulla base di uno studio di ricerca di 22 anni si stima che la zona abbia una dimensione di centinaia di chilometri, con una densità di oltre 200.000 pezzi di detriti per chilometro quadrato. La fonte della spazzatura proviene dai rifiuti umani che arrivano dai fiumi che sfociano nell'oceano e consiste principalmente di microplastiche. Questa zona rappresenta un grande pericolo per la fauna selvatica e per l'uomo a causa del lungo tempo di decomposizione della plastica. Ci sono stati solo pochi sforzi di pulizia di questa zona dall'UNESCO e dal The Ocean Cleanup, poiché la maggior parte degli sforzi di pulizia sono stati fatti per il Great Pacific garbage patch, una zona di immondizia nell'Oceano Pacifico.

## Caratteristiche

### Posizione e dimensioni
La macchia si trova da 22°N a 38°N. La zona dei detriti si sposta stagionalmente fino a 1.600 km (990 mi) verso nord o sud, ancora più a sud durante i periodi di El Niño, secondo il NOAA. Si stima che la zona abbia una dimensione di centinaia di chilometri quadrati, con una densità di oltre 200.000 detriti per chilometro quadrato (in media un pezzo per cinque metri quadrati). La concentrazione di plastica nella zona di immondizia del Nord Atlantico è rimasta per lo più costante anche se la produzione globale di plastica ha avuto un aumento di cinque volte durante uno studio di 22 anni.

### Origini
La spazzatura del Nord Atlantico ha origine dai rifiuti che viaggiano nei fiumi che sfociano nell'oceano. Una volta che la spazzatura è arrivata nell'oceano, è centralizzata dalle correnti oceaniche, che raccolgono i rifiuti in grandi masse. La zona è costituita da microplastiche come polietilene e polipropilene che costituiscono i comuni articoli per la casa. Il materiale più diffuso sotto la superficie dell'oceano include plastica chiamata polietilene tereftalato che viene utilizzata per produrre bibite e bottiglie d'acqua. Il problema di queste plastiche è che sono molto fini quindi le reti che si usano per catturarle non funzionano.

## Ricerca
Uno studio congiunto della Sea Education Association, della Woods Hole Oceanographic Institution e dell'Università delle Hawaii - Mānoa ha raccolto campioni di plastica nell'Atlantico settentrionale occidentale e nel Mar dei Caraibi dal 1986 al 2008. Quasi 7.000 studenti del programma semestrale SEA hanno condotto 6.136 reti di plancton di superficie a bordo delle navi da ricerca a vela SEA per oltre 22 anni, raccogliendo più di 64.000 pezzi di plastica, per lo più frammenti di dimensioni inferiori a 10 mm con quasi tutti più leggeri di 0,05 g. Nikolai Maximenko dell'Università delle Hawaii a Honolulu ha sviluppato un modello al computer per descrivere come la plastica viene accumulata dalle correnti superficiali per formare zone di immondizia. Il modello utilizza i dati di oltre 1.600 traiettorie di boe alla deriva tracciate via satellite per mappare le correnti di superficie. I dati sulla plastica raccolti dagli studenti della SEA hanno convalidato il modello di Maximenko e i ricercatori sono stati in grado di prevedere con successo l'accumulo di plastica nell'Oceano Atlantico settentrionale.

## Consapevolezza e sforzi di pulizia
Sono stati fatti pochi sforzi per ripulire la zona di immondizia del Nord Atlantico, poiché la rimozione delle microplastiche è particolarmente difficile. L'11 aprile 2013 per creare consapevolezza, l'artista Maria Cristina Finucci ha fondato l'associazione The Garbage Patch State presso l'UNESCO. Lo stato del Garbage Patch riconosciuto a livello federale, è stato il primo di una serie di eventi con l'UNESCO e del Ministero dell'Ambiente italiano, che hanno dato il via a una serie di mostre d'arte in tutto il mondo utilizzate per portare l'attenzione sulla gravità delle zone di immondizia e stimolare la consapevolezza e l'azione.
L'inventore olandese Boyan Slat e la sua organizzazione The Ocean Cleanup stanno sviluppando tecnologie avanzate per liberare gli oceani dalla plastica. Oltre a pulire le microplastiche dagli oceani, Ocean Cleanup sta anche sviluppando tecnologie per rimuovere pezzi di plastica più grandi dai fiumi, che sono in gran parte attribuiti come le principali fonti di plastica nell'oceano.